# اوجی‌تالار
اوجی‌تالار، روستایی است از توابع بخش مرکزی شهرستان قائم‌شهر در استان مازندران ایران.
اوجی تالار روستایی از دهستان تالارپی بخش کیاکلا شهرستان قائمشهر می‌باشد این روستا از شمال به پایین رستم، از غرب به ولوند، از شرق به استرآبادمحله همگی از دهستان تالارپی و از جنوب به کبودکلای بابل محدود می‌شود.
روستای اوجی تالار با جاده آسفالته از غرب به ولوند و از شرق به استرآبادمحله و با گذر از آن به آسیابسر و سنگ کتی و جاده قائمشهر - بابل متصل است در ضمن از طریق استرآبادمحله (سنگ پل، پل تاریخی میراث فرهنگی) به بالارستم و با گذر از پل تلار به دیوکلا و جاده قائمشهر - کیاکلا - بابل می‌رسد.
روستاهای ذکر شده (اوجی تالار، ولوند، پایین رستم، استرآبادمحله، آسیابسر، سنگ کتی و بالارستم از دهستان تالارپی می‌باشند .
روستای اوجی تالار دارای بیش از پانزده هکتار آبندان و در کنار آن بیش از پنج هکتار جنگل از جنگل‌های ندرتاً به جای مانده از جنگل‌های جلگه‌ای مازندران می‌باشد.
این روستا براساس آخرین سرشماری مرکز آمار ایران که در سال ۱۳۸۵ صورت گرفته، جمعیت آن ۲۶۴نفر (۷۹خانوار) بوده‌است.